# Pauny
Pauny S.A. es una empresa de capitales argentinos que produce tractores, cuenta con plantas en Chaco, Córdoba, Buenos Aires, Santiago del Estero y en Venezuela. Gestiona dos marcas (Pauny y Rino), con las que cubre diferentes segmentos de categorización por potencia en el mercado de los tractores.

## Historia
La empresa nace por iniciativa de un grupo de sus trabajadores, con el personal jerárquico. Quedó constituida por la Cooperativa de Trabajo Metalúrgica Las Varillas Ltda., concesionarios y Municipalidad de Las Varillas. Con apoyo del gobierno provincial y municipal, toma posesión de la planta y sus bienes. 
En 2004, es Terminal Automotriz Nacional por decreto, 2 años más tarde inaugura una planta de 6000 m² en Santiago del Estero.
En 2009, desembarca en Venezuela, inaugurando una ensambladora de tractores articulados y maquinaria vial, en Turen, estado Portuguesa, Venezuela. Y en 2010, una ensambladora de tractores de media potencia en El Sombrero, estado Guarico, Venezuela. En una primera etapa funciona en el centro “Pedro Camejo”, que el presidente de Venezuela inauguró, en ella trabajan 80 personas, para ensamblar 400 unidades, que se fabricarán en planta de Córdoba, Argentina, y se enviarán como equipos para ensamblarse en Turén. En una segunda etapa, la firma tendrá su propia fábrica en Guarico.
En 2013 se expande inaugurando un establecimiento en Chaco, siendo el tercero de Pauny en todo el país, además de las plantas de Córdoba y Santiago del Estero; con el armado de los implementos será de fabricación netamente chaqueña, mediante un comité público-privado del que participan también el INTA, el INTI, la Universidad del Chaco Austral y el Ministerio de Trabajo de la Nación.
En 2016, produce su tractor 15000, José María López, vicepresidente de la firma, anticipó que ensamblara tractores en Paraguay y operará en el país como Pauny Paraguay SA.
La firma Pauny Paraguay SA  se encuentra ensamblando los primeros tractores made in Paraguay en Santa Rita, Alto Paraná.

## Modelos fabricados por Pauny

### Tractores
- Bravo 580[8]
- EVO 500[9]
- EVO 710[10]
- 280A[11]
- 250A
- 230A / 230PM
- 180A
- 210A / 210C
- EVO P-TRAC
- P-Trac 160 / Pauny P-Trac 180
- 500 GLP

### Maquinaria vial
- PC-80[12]
- RP92 / RP94
- MA 200[13]
- MA160 / MA180

### Buses
- 9D140 / 9G195[14]